# Raymond Pace Alexander
Raymond Pace Alexander (13 octobre 1897 – 24 novembre 1974) est un avocat, un homme politique et un militant des droits civiques américain, reconnu comme le premier juge afro-américain du Tribunal des plaintes communes de Pennsylvanie. Il est le premier diplômé noir de la Wharton School of Business en 1920 et obtient son diplôme de la Faculté de droit de Harvard en 1923.
Alexander s'engage en politique en se présentant sans succès aux élections pour un poste de juge, à la Cour des plaids communs en 1933 et 1937. En 1949, le président Harry S. Truman envisage sa candidature à la Cour d'appel des États-Unis pour le troisième circuit. Cependant, c'est en 1951 qu'il réussit à obtenir un siège au conseil municipal de Philadelphie. Après avoir accompli deux mandats au sein de cette institution, il est nommé à la Cour des plaids communs, où il est réélu pour un mandat de dix ans en tant que juge en 1959. Tout au long de son parcours au sein du gouvernement municipal, il demeure un ardent défenseur de l'égalité raciale. À l'âge de la retraite obligatoire en 1969, Raymond Pace Alexander accède au statut de senior. Il meurt en 1974. Son héritage se perpétue, notamment à travers un poste de professeur à l'Université de Pennsylvanie, attribué en son honneur.

## Jeunesse et famille
Raymond Pace Alexander naît le 13 octobre 1897 à Philadelphie, en Pennsylvanie, au sein d'une famille noire de la classe ouvrière. Ses parents, comme de nombreux afro-Américains des années 1860 et 1870, quittent le Sud rural à la recherche d'opportunités économiques et d'une échappatoire à la violence inhérente au système ségrégationniste Jim Crow. Son père, Hillard Boone Alexander, qui est né esclave dans le comté de Mecklenburg, en Virginie, est le fils d'un propriétaire de plantation. En 1880, il émigre à Philadelphie avec son frère, Samuel. La même année, la mère de Raymond, Virginia Pace, fait également le voyage vers Philadelphie avec son frère, John Schollie Pace ; tous deux sont nés esclaves dans le comté d'Essex, en Virginie. Hillard et Virginia se marient à Philadelphie en 1882.

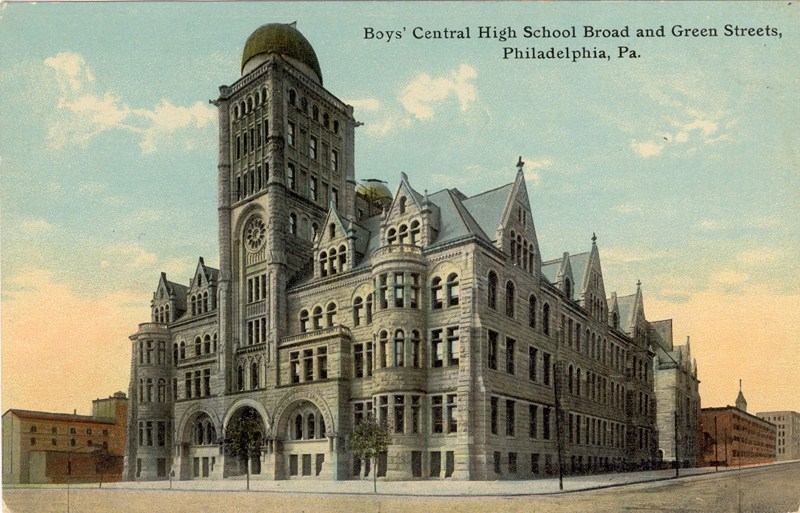
En 1917, Alexander obtint son diplôme d'études secondaires au Central High School de Philadelphie.

La famille d'Alexander, à l'instar de la majorité de la population noire de Philadelphie, réside dans le quartier de Seventh Ward, aujourd'hui désigné comme le centre-ville. W. E. B. Du Bois qualifie ce quartier de « juste et confortable ». Le père et l'oncle d'Alexander sont des « maîtres d'équitation » et dispensent des cours d'équitation aux riches blancs de Philadelphie et de ses banlieues le long de la Main Line. Cependant, l'avènement de l'ère automobile en 1915 entraîne un déclin de cette activité, ce qui mène finalement à l'échec de leur entreprise,.
En 1909, la mère de Raymond Pace Alexander décède des suites d'une pneumonie. Bien qu'il commence immédiatement à travailler pour subvenir aux besoins de sa famille, son père se sent incapable de prendre en charge les enfants et décide d'envoyer Alexander et ses trois frères et sœurs vivre chez leur tante et leur oncle, Georgia et John Pace, dans une communauté noire en pleine expansion au nord de Philadelphie. Étant également issus de la classe ouvrière, les Pace doivent faire face à des défis financiers, et Alexander, avec encore plus de bouches à nourrir, continue de travailler tout en poursuivant ses études primaires et secondaires. Il occupe divers emplois, notamment sur les quais, où il décharge du poisson, vend des journaux et tient un stand de cireur de chaussures, travaillant six jours par semaine. Par ailleurs, il est employé au Metropolitan Opera House de Philadelphie pendant six ans, à partir de l'âge de 16 ans. En repensant à son expérience à l'Opéra, Alexander déclare que « cela lui a ouvert un nouveau monde » et attribue à cet environnement le mérite de lui avoir apporté « une part de la douceur et de la culture qui caractérisent ses dernières années ».

## Formation
Alexander fréquente le Central High School, où il obtient son diplôme en 1917. Lors de la cérémonie de remise des diplômes, il prononce un discours intitulé The Future of the American Negro (L'avenir du Noir américain). Par la suite, il s'inscrit à l'Université de Pennsylvanie et bénéficie d'une bourse d'excellence, devenant ainsi le premier diplômé noir de la Wharton School en 1920. Après avoir achevé ses études à Wharton, il poursuit sa formation à la faculté de droit de Harvard, où il exerce en tant qu'aide-enseignant pour subvenir à ses besoins. Pendant l'été, il suit des cours en sciences politiques à l'Université Columbia, bien qu'il ne parvienne pas à finaliser ce programme. Pour financer ses études à Columbia, il travaillait comme porteur pour la Delaware, Lackawanna and Western Railroad. Alors qu'il est encore étudiant en droit, il engage une action en justice pour discrimination contre le Madison Square Garden, après avoir été refusé d'entrée en raison de sa race, ce qui constitue une violation de la loi sur l'égalité des droits de l'État de New York. N'étant pas encore admis au barreau, il fait appel à James D. McLendon Jr., un avocat noir diplômé de la faculté de droit de Harvard, pour le représenter dans cette affaire.

## Carrière juridique

### Debuts difficiles
Raymond Pace Alexander obtient son diplôme de droit à Harvard en 1923 et épouse la même année Sadie Tanner Mossell, une ancienne camarade de promotion à l'Université de Pennsylvanie. Petite-fille de Benjamin Tucker Tanner, Mossell devient en 1927 la première femme noire à obtenir un diplôme de droit de cette institution. Le couple a deux filles, Rae et Mary. Après avoir réussi l'examen du barreau de Pennsylvanie en 1923, Alexander se positionne parmi les rares avocats noirs de l'État. Cependant, il rencontre des difficultés pour trouver un emploi à Philadelphie après l'obtention de son diplôme. Il accepte un poste au sein du cabinet de John R. K. Scott, un ancien député républicain blanc, avant de décider d'ouvrir son propre cabinet, où il se spécialise dans la représentation de clients noirs.

### Premières affaires
Raymond Pace Alexander se fait rapidement connaître au sein de la communauté noire de Philadelphie. En 1924, il défend Louise Thomas, une femme noire accusée du meurtre d'un policier noir. Après sa condamnation à mort, il réussit à obtenir un nouveau procès, au cours duquel Thomas est déclarée non coupable, un événement que le biographe d'Alexander, David A. Canton, décrit comme un « jalon dans l'histoire du droit en Pennsylvanie ». La même année, il intente une action en justice contre un propriétaire de cinéma de Philadelphie qui refuse l'entrée aux noirs. Bien qu'il perde ce procès, il renforce sa réputation d'avocat engagé pour l'égalité des droits. À cette époque, il s'identifie également au mouvement intellectuel noir du New Negro, qui prône l'entraide, la fierté raciale et la lutte contre l'injustice. Raymond Pace Alexander rejoint la National Bar Association (NBA), une organisation d'avocats noirs créée par des membres exclus de l'American Bar Association. Grâce à la NBA, il combine revendication politique et action en justice dans sa lutte pour l'égalité des droits. Son cabinet, qui inclut désormais sa femme et Maceo W. Hubbard, déménage dans un nouveau bâtiment à l'angle de la 19e rue et de Chestnut Street,.

### Déségrégation de Berwyn

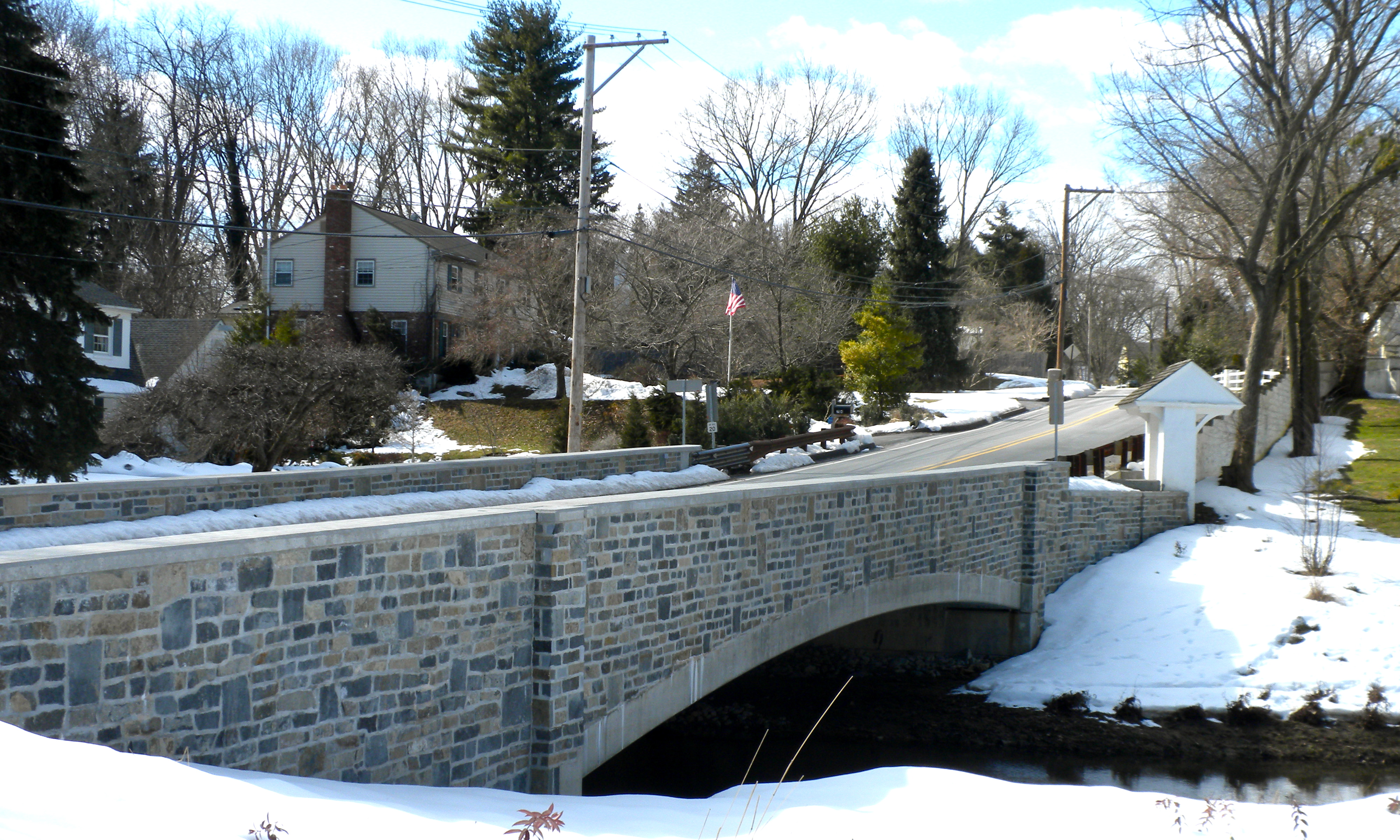
Township de Tredyffrin, photo prise en mars 2010.

En 1932, Alexander s'engage activement dans la lutte contre la ségrégation scolaire à Berwyn, en Pennsylvanie, une banlieue de Philadelphie. À la suite de la construction d'une nouvelle école primaire dans le township d'Easttown, le township voisin de Tredyffrin ferme sa propre école et finance l'envoi de ses élèves vers Easttown ; la région de Berwyn englobant des parties des deux townships. Easttown réaffecte alors son ancien bâtiment scolaire, plus petit, en un établissement « destiné à l'instruction de certaines personnes », ce qui, en pratique, signifie que tous les élèves noirs de Berwyn sont désormais écartés des établissements. En réponse à cette situation, 212 élèves afro-américains commencent à boycotter les écoles publiques. Les familles, désireuses de contester cette injustice, confient à Raymond Pace Alexander la tâche de porter l'affaire devant les tribunaux.
Avec le soutien de la National Association for the Advancement of Colored People (NAACP), Raymond Pace Alexander engage des négociations avec le conseil scolaire pour tenter de mettre fin au boycott, mais l'impasse persiste en 1933. La situation se tend davantage lorsque le procureur général de l'État, William A. Schnader, ordonne d'arrêter les parents noirs qui refusent d'envoyer leurs enfants à l'école. En signe de protestation, certains d'entre eux choisissent de ne pas payer la caution et restent en prison. Alexander approuve cette stratégie, tandis que la NAACP la juge trop conflictuelle. L'organisation s'oppose également à ce qu'Alexander accepte l'aide des avocats de l'International Labor Defense, craignant que cette association n'entache leur cause en raison des liens de ce groupe avec l'extrême gauche.
Alors que le boycott se prolonge jusqu'en 1934, des groupes organisent des marches de protestation à Philadelphie. William A. Schnader, alors candidat au poste de gouverneur, s'engage à trouver une solution à cette crise. Raymond Pace Alexander et d'autres membres de la communauté noire attribuent ce nouveau soutien de Schnader à sa prise de conscience de l'influence croissante des électeurs noirs en Pennsylvanie. En juin, le conseil scolaire accepte d'autoriser l'admission des élèves dans les deux écoles sur une base racialement neutre, ce qui incite les parents à mettre fin à leur boycott. L'année suivante, la Pennsylvanie adopte une loi renforçant l'égalité des droits, qui s'applique à tous les lieux publics, y compris les écoles, et qui permet aux avocats privés de poursuivre les entreprises qui pratiquent la ségrégation. Cette législation est présentée par le représentant de l'État Hobson R. Reynolds, un républicain noir de Philadelphie.

### Une notoriété croissante
Raymond Pace Alexander acquiert une renommée nationale au sein de la communauté juridique noire à la suite de l'affaire de Berwyn. Il commence également à intervenir à travers le pays lors des événements de la National Bar Association (NBA), dont il est le président de 1933 à 1935. En 1942, il défend Thomas Mattox, un adolescent noir, qui s'oppose à son extradition vers la Géorgie, où il est accusé d'avoir agressé un homme blanc. Alexander plaide que Mattox ne bénéficierait pas d'un procès équitable dans le Sud, et le juge annule la tentative d'extradition. Par la suite, il représente Corrine Sykes, une domestique noire de 23 ans accusée du meurtre de son employeur blanc. Dans cette affaire, le jury ne tient pas compte des arguments d'Alexander selon lesquels Sykes souffrirait de déficiences mentales et la déclare coupable. Après le rejet de ses appels devant la Cour suprême des États-Unis, Sykes est exécutée en 1946.

### Trenton Six
En 1948, Raymond Pace Alexander s'engage activement dans l'affaire impliquant les Trenton Six, un groupe d'hommes noirs arrêtés à Trenton, dans le New Jersey, et accusés de vol et de meurtre. La police de Trenton extorque des aveux à cinq des six accusés, qui ont tous été déclarés coupables par un jury entièrement blanc et condamnés à mort. Le Civil Rights Congress (CRC), la branche juridique du Parti communiste des États-Unis d'Amérique, prend en charge la défense de trois des hommes lors de leur appel, tandis que le NAACP Legal Defense and Educational Fund, à la demande de leur avocat principal, Thurgood Marshall, sollicite Alexander pour représenter deux des autres accusés,. En 1949, la Cour suprême du New Jersey accorde un nouveau procès aux hommes, mais interdit au CRC de représenter l'un des accusés, estimant que ce groupe a indûment influencé les jurys par le biais des médias.
Lors du nouveau procès en 1951, Raymond Pace Alexander met en lumière le fait que la police avait fabriqué des preuves dans le but d'obtenir une condamnation rapide et de répondre aux préoccupations du public face à la montée de la criminalité à Trenton. Le juge a également écarté les aveux, qui avaient été prouvés comme ayant été obtenus sous la contrainte. Après un long procès, quatre des accusés sont acquittés, tandis que deux sont condamnés, le jury recommandant la réclusion à perpétuité. Bien que ce résultat ne constitue pas une victoire totale, Alexander a su démontrer ses compétences d'avocat et a réussi à sauver la vie de ses clients. De plus, il a réussi à se distancier du CRC et d'autres groupes communistes, un aspect crucial dans le contexte de la Guerre froide.

## Carrière politique et judiciaire

### Premiers pas laborieux
Dans les années 1930, l'engagement de Raymond Pace Alexander en faveur des droits civiques le pousse à s'impliquer dans la politique locale. À cette époque, les Républicains dominent la scène politique de Philadelphie. En 1933, il se présente à un siège à la Cour des plaids communs en tant que candidat républicain, mais se retire avant les élections, une décision que le Philadelphia Tribune attribue à des problèmes de santé. Frustré par l'organisation du Parti républicain, qui réservait aux noirs uniquement les postes les plus modestes, il considère néanmoins que les républicains représentent la meilleure chance d'avancement pour les Afro-Américains dans la ville. Il fait pression sur les dirigeants du parti pour qu'ils nomment un avocat noir — de préférence lui-même — à l'un des sièges de juge à pourvoir en 1937. Cependant, il ne reçoit que peu de soutien et perd les primaires face aux trois candidats soutenus par le parti : Byron A. Milner, Clare G. Fenerty et John Robert Jones,. Cette situation laisse les Républicains, tout comme les Démocrates, avec un ticket entièrement blanc en 1937.

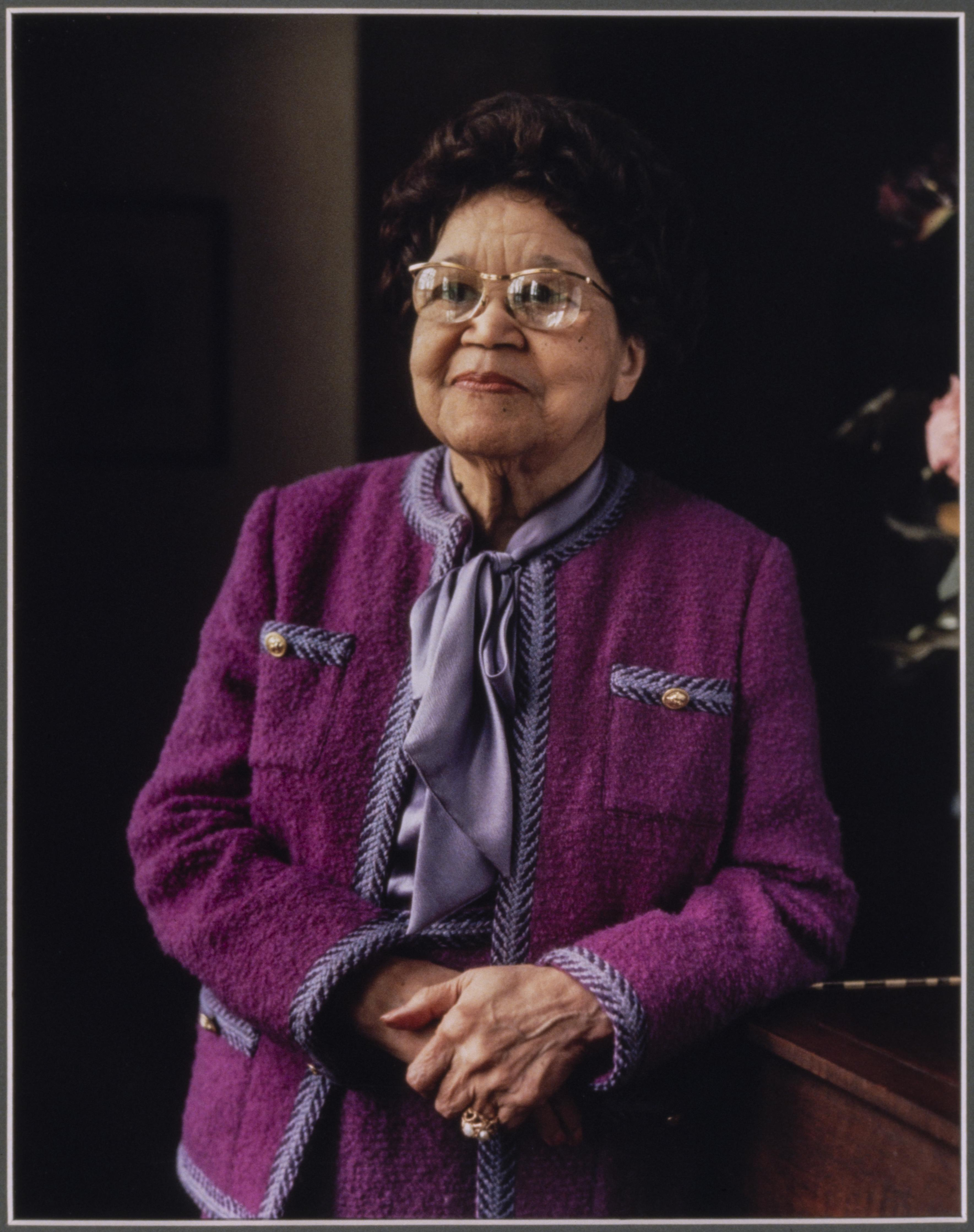
Sadie Alexander, l'épouse de Raymond Pace Alexander. Photo prise en 1982.

Après l'élection, Raymond Pace Alexander, à l'instar de nombreux Afro-Américains de son époque, change son allégeance au Parti démocrate. Cependant, en 1940, il réalise que les démocrates ne sont pas plus susceptibles que les républicains d'élire un juge noir. Insatisfait du New Deal et du manque d'action du parti sur les questions de droits civiques, il décide de revenir au Parti républicain. Pendant ce temps, Sadie Alexander, qui avait soutenu le changement politique de son mari vers les démocrates, choisit de rester dans ce parti. En 1946, elle est nommée par le président Harry S. Truman à son comité des droits civiques. En 1947, Raymond Pace Alexander rejoint à nouveau le Parti démocrate et fait campagne pour Truman l'année suivante.
Après l'élection de Truman, Raymond Pace Alexander plaide activement pour être nommé à un siège à la Cour fédérale de district. À peu près à la même époque, des rumeurs circulent selon lesquelles il serait l'un des candidats potentiels pour un poste à la Cour d'appel des États-Unis pour le troisième circuit. Cependant, ce poste est finalement attribué à William H. Hastie, qui devient en 1950 le premier juge noir de la Cour d'appel fédérale. David A. Canton suggère que les fréquents changements d'allégeance politique d'Alexander et sa déloyauté perçue envers le Parti démocrate ont compromis ses chances d'obtenir une nomination. À la suite de l'échec de ses efforts pour accéder à la magistrature fédérale, Alexander cherche une position au sein du service extérieur et exprime un intérêt particulier pour le poste d'ambassadeur des États-Unis en Haïti ou en Éthiopie, mais il n'obtient pas ces nominations.

### Conseil municipal
À la fin des années 1940, Raymond Pace Alexander s'engage dans un mouvement de réforme dynamique au sein du Parti démocrate de Philadelphie, dirigé par Joseph S. Clark Jr. et Richardson Dilworth, d'anciens républicains ayant quitté leur parti en raison des pratiques de la machine politique. Ils sont également soutenus par James A. Finnegan, un démocrate qui perçoit dans le désir croissant de réforme de la fonction publique une occasion pour son parti de sortir de son statut de minorité perpétuelle en attirant des électeurs indépendants. En 1951, après l'adoption d'une nouvelle charte municipale par les réformateurs, Alexander remporte la primaire démocrate pour représenter le 5e district au conseil municipal. Lors des élections générales de novembre, il triomphe avec 58 % des voix contre le républicain sortant Eugene J. Sullivan. Les démocrates réussissent à conquérir neuf des dix districts du conseil et élisent Joseph S. Clark Jr à la mairie, mettant ainsi fin à 67 ans de domination républicaine dans la ville.

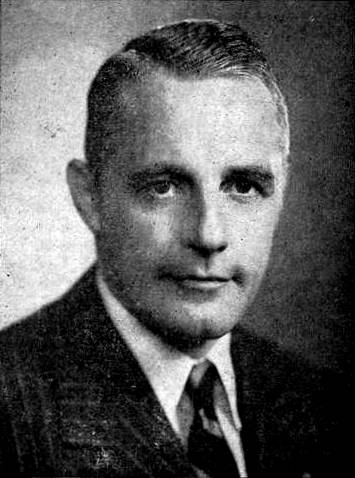
Dans les années 1940, Raymond Pace Alexander s'engage dans la réforme du Parti démocrate de Philadelphie, aux côtés de Richardson Dilworth, photographié ici en 1947.

La campagne de Raymond Pace Alexander pour le conseil municipal met en avant des principes de sélection au mérite pour les employés municipaux, tout en plaidant pour une augmentation de la représentation des travailleurs d'origine afro-américaine. Cette promesse de réforme de la fonction publique suscite l'intérêt des électeurs noirs, qui avaient souvent été exclus du système de clientélisme républicain. En 1953, Alexander présente une résolution au conseil municipal pour demander que le Girard College, alors exclusivement réservé aux Blancs, admette des étudiants noirs, sous peine de perdre son statut d'exonération fiscale. Cette initiative conduit à une procédure judiciaire, dirigée par le militant des droits civiques Cecil B. Moore. Bien que l'établissement ait finalement été déségrégué, ce processus ne s'achève qu'en 1968, bien après le départ de Raymond Pace Alexander du conseil municipal.
Il est réélu en 1955 avec une part de voix considérablement accrue, obtenant 70 % des suffrages contre 30 % pour son concurrent républicain, William Lynch. Au sein du conseil municipal, Raymond Pace Alexander continue de travailler en faveur de la réforme de la fonction publique. En 1954, il s'oppose avec succès aux initiatives de ses collègues démocrates, James Tate et Michael J. Towey, qui cherchent à modifier les réformes instaurées par la nouvelle charte. Deux ans plus tard, bien qu'Alexander demeure fermement opposé, les partisans des amendements réussissent à rassembler les deux tiers des voix requises au sein du Conseil, permettant ainsi à la question d'être inscrite sur le bulletin de vote pour approbation populaire. Cependant, le référendum sur ce sujet échoue lors d'un scrutin organisé en avril.

### Juge
En 1958, le représentant Earl Chudoff, qui siège au Quatrième district congressionnel de Pennsylvanie, démissionne de son poste après avoir été élu juge à la Cour des plaids communs no 1. À la suite de cette démission, une élection spéciale est organisée pour pourvoir le siège vacant. Étant donné que le 4e district est composé d'environ 75 % de noirs, l'organisation démocrate souhaite désigner un candidat afro-américain pour remplacer Chudoff, qui était blanc, et le choix se porte sur Robert N. C. Nix Sr., un avocat local. Raymond Pace Alexander annonce également sa candidature, et selon son biographe, il est davantage motivé par le fait qu'une primaire pourrait inciter l'organisation du parti à le soutenir dans sa quête d'un poste de juge, plutôt que par l'obtention d'un siège au Congrès. Cette stratégie s'avère fructueuse, car Alexander se retire rapidement de la course, permettant ainsi à Nix d'être élu. Par la suite, le gouverneur George Michael Leader nomme Alexander juge à la Cour des plaids communs no 4, afin de combler un poste vacant laissé par la démission de John Morgan Davis, élu lieutenant-gouverneur en 1958. Bien que le gouverneur Leader soit initialement réticent à nommer Alexander, puisqu'il est d'usage de sélectionner des juges à partir d'une liste de recommandations du comité judiciaire de l'Association du barreau de Philadelphie, il existe un « précédent adéquat » pour nommer un juge qualifié qui n'est pas recommandé par ce comité. Le représentant William J. Green Jr. exerce alors son influence politique considérable pour garantir la nomination de Raymond Pace Alexander. Le 5 janvier 1959, Alexander prête serment, devenant ainsi le premier juge noir à siéger à la Cour des plaids communs, et plus tard dans l'année, lors des élections, il remporte un mandat complet de dix ans à la cour.

En 1966, Raymond Pace condamne le mouvement Black Power, qu'il qualifie de mot-valise hasardeux et dénué de sens, aussi dangereux et source de division pour les noirs que le racisme blanc auquel nous nous opposons depuis si longtemps. Cette position d'Alexander met en lumière les tensions au sein du mouvement des droits civiques, où des divergences de stratégie et de vision illustrent la complexité des luttes pour l'égalité et la justice sociale.

Au cours de sa première année au tribunal, Raymond Pace Alexander est profondément impressionné par le nombre de prévenus noirs qu'il croise. Désireux de remédier à cette situation préoccupante, il conçoit un système de probation alternatif destiné aux primo-délinquants, qu'il baptise le « Programme de réhabilitation spirituelle ». Ce projet novateur bénéficie du soutien financier et logistique des églises et synagogues locales. L'initiative suscite une attention nationale en raison de son approche audacieuse et originale face à la criminalité, bien qu'elle peine à obtenir un soutien significatif en dehors des communautés religieuses noires. Parallèlement, Alexander se trouve entraîné dans le tumulte politique lorsque les républicains exigent la convocation d'un grand jury pour enquêter sur des allégations de corruption au sein de l'administration démocrate de la ville. Cependant, il rejette cette pétition, affirmant ainsi son indépendance et son engagement envers la justice.
Raymond Pace Alexander demeure un fervent défenseur des droits civiques, mais il se heurte à de jeunes militants qui adoptent des méthodes divergentes pour atteindre leurs objectifs. En 1962, alors qu'il plaide pour une représentation accrue des noirs au sein du Philadelphia Council for Community Advancement, il désapprouve l'appel de Cecil B. Moore, président de la section locale de la NAACP, au boycott des entreprises qui soutiennent le groupe. Bien qu'il soutienne les campagnes de désobéissance civile de Martin Luther King dans le sud du pays en 1964, il estime que certaines actions nuisent à la cause en aliénant les électeurs blancs. Il exhorte les dirigeants noirs à « cesser les manifestations inutiles, les blocages et les tergiversations injustifiées, surtout dans le nord, qui nous jettent le discrédit ».
Malgré ses divergences avec des figures telles que Cecil B. Moore et d'autres militants, Raymond Pace Alexander poursuit son engagement en faveur de l'égalité raciale, un objectif central de son action. En 1969, il appelle la municipalité à diversifier son personnel en recrutant un plus grand nombre d'employés noirs, et en 1972, il publie un article dans The Philadelphia Inquirer dans lequel il demande à la police de Philadelphie d'adopter une démarche similaire,. Parallèlement, il s'oppose au séparatisme noir, qu'il qualifie de « racisme inversé ». Au fil des années, Alexander s'intéresse à la manière dont les enjeux économiques influencent les problèmes raciaux, plaidant en faveur de mesures telles qu'un revenu de base universel et des politiques de discrimination positive pour atténuer ces inégalités. Cependant, selon les observations de Canton, dans les années 1970, une partie de la jeunesse noire considère Alexander et sa génération de défenseurs des droits civiques comme « déconnectés de la réalité et trop dépendants de l'élite blanche », ce qui souligne un fossé entre les approches traditionnelles du mouvement des droits civiques et les aspirations des nouvelles générations.

## Décès et hommage
Ayant atteint l'âge de la retraite obligatoire de 70 ans, Raymond Pace Alexander se voit contraint de quitter ses fonctions au tribunal à la fin de l'année 1969, bien qu'il conserve le titre honorifique de juge doyen. Dans la nuit du 25 novembre 1974, il est retrouvé sans vie dans son bureau, victime d'une crise cardiaque. Les funérailles d'Alexander sont célébrées par Leon Howard Sullivan à la First Baptist Church de Philadelphie, où de nombreux proches et admirateurs se rassemblent pour lui rendre hommage. Par la suite, il est inhumé au cimetière West Laurel Hill, situé à Bala Cynwyd, en Pennsylvanie. En 2007, l'Université de Pennsylvanie crée la chaire Raymond Pace and Sadie Tanner Mossell Alexander, consacrée à l'étude des droits civiques et des relations raciales, témoignant ainsi de l'impact durable de leur héritage. À cette occasion, leurs filles font don de portraits de leurs parents à la faculté de droit, marquant un hommage profond à leur mémoire et à leur contribution à la justice sociale.

### Note
1. ↑  En anglais : « Spiritual Rehabilitation Program ».

### Sources

#### Ouvrages
- (en) Bulletin Almanac, Philadelphia, Pennsylvania, The Philadelphia Bulletin, 1952 (OCLC 8641470)
- (en) Bulletin Almanac, Philadelphia, Pennsylvania, The Philadelphia Bulletin, 1956 (OCLC 8641470)
- (en) Davide A. Canton, Raymond Pace Alexander: A New Negro Lawyer Fights for Civil Rights in Philadelphia, Jackson, Mississippi, University Press of Mississippi, 2010 (ISBN 978-1-60473-426-3)
- (en) Robert L. Freedman, A Report on Politics in Philadelphia, Cambridge, Massachusetts, Joint Center for Urban Studies of the Massachusetts Institute of Technology and Harvard University, 1963 (OCLC 1690059)
- (en) Cathy D. Knepper, Jersey Justice: The Story of the Trenton Six, Piscataway, New Jersey, Rutgers University Press, 2011 (ISBN 978-0-8135-5127-2)
- (en) Kenneth W. Mack, Representing the Race: The Creation of the Civil Rights Lawyer, Cambridge, Massachusetts, Harvard University Press, 2012 (ISBN 978-0-67404-687-0)
- (en) Kirk R. Petshek, The Challenge of Urban Reform, Philadelphia, Temple University Press, 1973 (ISBN 978-0-87722-058-9)
- (en) James Reichly, The Art of Government: Reform and Organization Politics in Philadelphia, New York, Fund for the Republic, 1959 (OCLC 994205)

#### Articles
- « A Philadelphia Lawyer », Wharton Alumni Magazine,‎ printemps 2007
- (en) Ron Avery, « Woman's Execution 50 years Ago Still a Hot Issue », Philadelphia Daily News,‎ 23 octobre 1996, p. 7 (lire en ligne)
- (en) Davide A. Canton, « A Dress Rehearsal for the Modern Civil Rights Movement: Raymond Pace Alexander and the Berwyn, Pennsylvania, School Desegregation Case, 1932–1935 », Pennsylvania History: A Journal of Mid-Atlantic Studies, vol. 75, no 2,‎ printemps 2008, p. 260–284 (DOI 10.2307/27778832, JSTOR 27778832, S2CID 142251580)
- (en) James Fleming, « A Philadelphia Lawyer », The Sphinx, vol. 26, no 3,‎ octobre 1940, p. 5–7, 39–40
- (en) Eric Klinek, « Political influence in Philadelphia judicial appointments: Abraham L. Freedman's account », Pennsylvania Magazine of History and Biography, vol. 133, no 4,‎ octobre 2009, p. 349–387 (JSTOR 40543695)
- (en) Jeanne Leong et Larry Teitelbaum, « Penn Law School Establishes Civil Rights Chair With Help Of $1 Million Grant From Commonwealth of Pennsylvania », Penn Today,‎ 16 février 2007 (lire en ligne )
- (en) Kenneth W. Mack, « Law and Mass Politics in the Making of the Civil Rights Lawyer, 1931–1941 », The Journal of American History, vol. 93, no 1,‎ juin 2006, p. 37–62 (DOI 10.2307/4486059, JSTOR 4486059)
- (en) Jim Mann, « R. Alexander Dies, Fighter For His Race », Philadelphia Inquirer,‎ 25 novembre 1974, p. 1-A, 2-A (lire en ligne)
- (en) Bradley Maule, « Paced for Growth at 1900 Chestnut », Hidden City Philadelphia,‎ 8 mai 2014 (lire en ligne, consulté le 14 octobre 2018)
- (en) Joseph H. Miller, « Council Unit OKs 6-Point Plan to 'Wreck' Charter », The Philadelphia Inquirer,‎ 18 février 1954, p. 1 (lire en ligne)
- (en) Joseph H. Miller, « Dilworth Re-Elected; Eagen Wins », The Philadelphia Inquirer,‎ 4 novembre 1959, p. 1, 3 (lire en ligne)
- (en) Joseph H. Miller, « Democrats, Republicans to Select Slates for May 20 Primary on Monday », Philadelphia Inquirer,‎ 9 mai 1969, p. 5 (lire en ligne)
- (en) Florence Murray, « The Negro and Civil Liberties during World War II », Social Forces, vol. 24, no 2,‎ décembre 1945, p. 211–216 (DOI 10.2307/2572539, JSTOR 2572539)
- (en) « Party Slates Sweep Primary; Meehan Defeated by Watson; Kelly Forces Swamp Stack », Philadelphia Inquirer,‎ 15 septembre 1937, p. 1–2, 10 (lire en ligne)
- (en) Water M. Phillips, « Interview with Sadie Alexander », Temple University Libraries,‎ 20 octobre 1976 (lire en ligne  [PDF])
- (en) Saul Schraga, « Council Puts Ripper Up in Primary », The Philadelphia Inquirer,‎ 24 février 1956, p. 1, 11 (lire en ligne)
- (en) Saul Schraga, « Voters Beat Proposal To Rip Up Charter », The Philadelphia Inquirer,‎ 25 avril 1956, p. 1, 4 (lire en ligne)
- (en) Chuck Stone, « A Dedicated Fighter Dies », Philadelphia Daily News,‎ 25 novembre 1974, p. 3, 10 (lire en ligne)
- (en) Roger D. Thorne, « History Quarterly Digital Archives », Tredyffrin Easttown Historical Society, vol. 44, nos 1-2,‎ 2007, p. 65-67 (lire en ligne )